# Aicmagora
Nella mitologia greca,  Aicmagora (in greco antico: Αἰχμαγόρας) era il nome di uno dei figli di Eracle e di Fialo figlia di Alcimedonte

## Il mito
Durante la sua vita Eracle, figlio di Zeus e suo favorito, ebbe diverse donne e innumerevoli figli che in seguito formeranno molte città dando in questo modo una sorta di origine divina ai vari popoli. 
Alcimedonte, come spesso accade nel racconto dei miti, era contrario all'unione di sua figlia con l'eroe greco, perché desiderava che rimanesse pura. Fece quindi esporre Fialo e il figlio ancora in fasce Aicmagora su una irta montagna. 
In tal frangente fu il rumore di una ghiandaia o il pianto dello stesso Aicmagora a richiamare l'attenzione di Eracle, egli velocemente riuscì a rintracciarli e a metterli in salvo.